# شولة (كجيد)
شولة (بالفارسية: شوله) هي قرية تقع في إيران في قسم کجيد الريفي. يقدر عدد سكانها بـ 33 نسمة بحسب إحصاء 2016.